# Illésházy István (nádor)
Illésházai gróf (korábban báró) Illésházy István (1541 márciusa – Bécs, 1609. május 5.) protestáns főnemes, főispán, 1608 és 1609 között Magyarország nádora.

## Élete
A főnemesi illésházai Illésházy család sarja. Édesapja illésházai Illésházy Tamás, Pozsony vármegye alispánja, édesanyja, nemes Földes Zsófia. Apja első felesége az ősrégi tekintélyes csébi Pogány család sarja csébi Pogány Anna úrnő volt. A család ötödik gyermekeként született. Pozsonyban végezte tanulmányait. Majd a Pálffy Miklós országbíró és hadvezér levelező írnoka lett, akivel együtt katonáskodott is. 1572-ben feleségül vette Szerdahelyi Derzsi István özvegyét, Annát, Erdődy Péter horvát bán leányát. 1573-tól Pozsony vármegye alispánja. 1577-ben magyar királyi kamarai tanácsossá nevezték ki. Felesége halálát követően, 1580-ban házasságra lépett Pálffy Katával, a gazdag Krusith János özvegyével. 

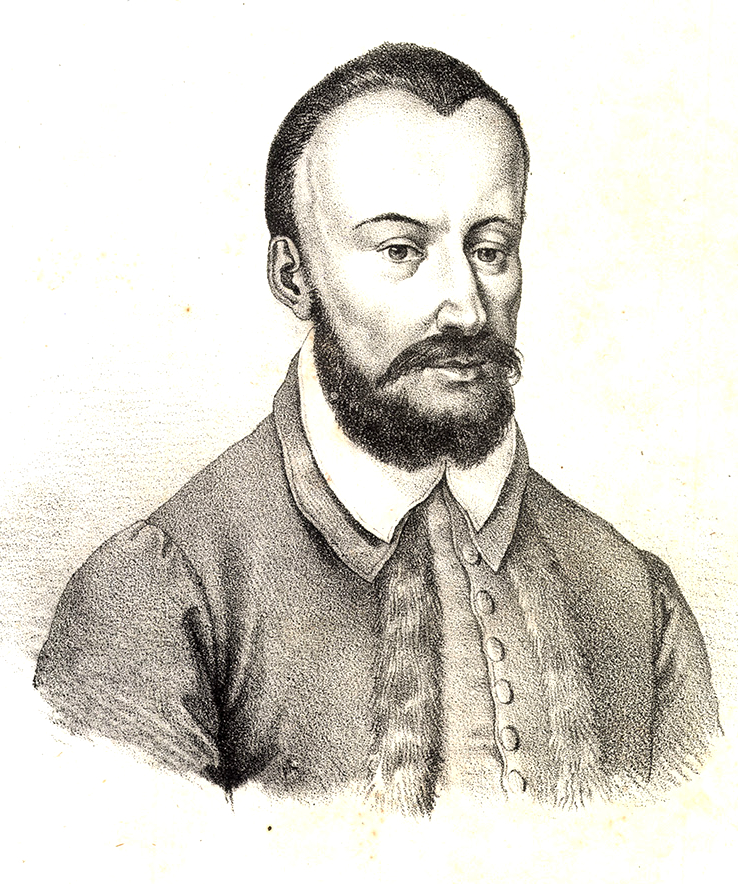
Illésházy István

1584-től előbb királyi tanácsos, majd udvarmester lett, 1582-ben kinevezték Liptó vármegye főispánjává és megszerezte Lika várát.  Amikor 1586-ban Krusith leánya, Dietrichstein Miksáné Krusith Ilona meghalt, Illésházy lévén ekkor erdődy gróf Pálffy Kata férje (aki azelőtt Krusith János felesége volt), királyi adományképpen elnyerte Krusith birtokait, s ezzel magyarország egyik leggazdagabb nagyura lett. A Krusith vagyonból Illésházy 6 kővárat (Szent Györgyöt, Bazint, Csábrágot, Zsitnyát, Moszfelt isztiában és Likavárát), 3 tucatnyi hatalmas uradalmat, hétezer hordó drága bort, nyolcszáz lovat, 5-6 ezer szarvasmarhát és egyéb ingóságokat szerzett. 1587-ben előbb bárói, majd 1593-ban grófi rangot kapott a királytól. 1594-től Trencsén vármegye főispánja, majd 1600-ban megszerezte családjának a trencséni uradalmat is.

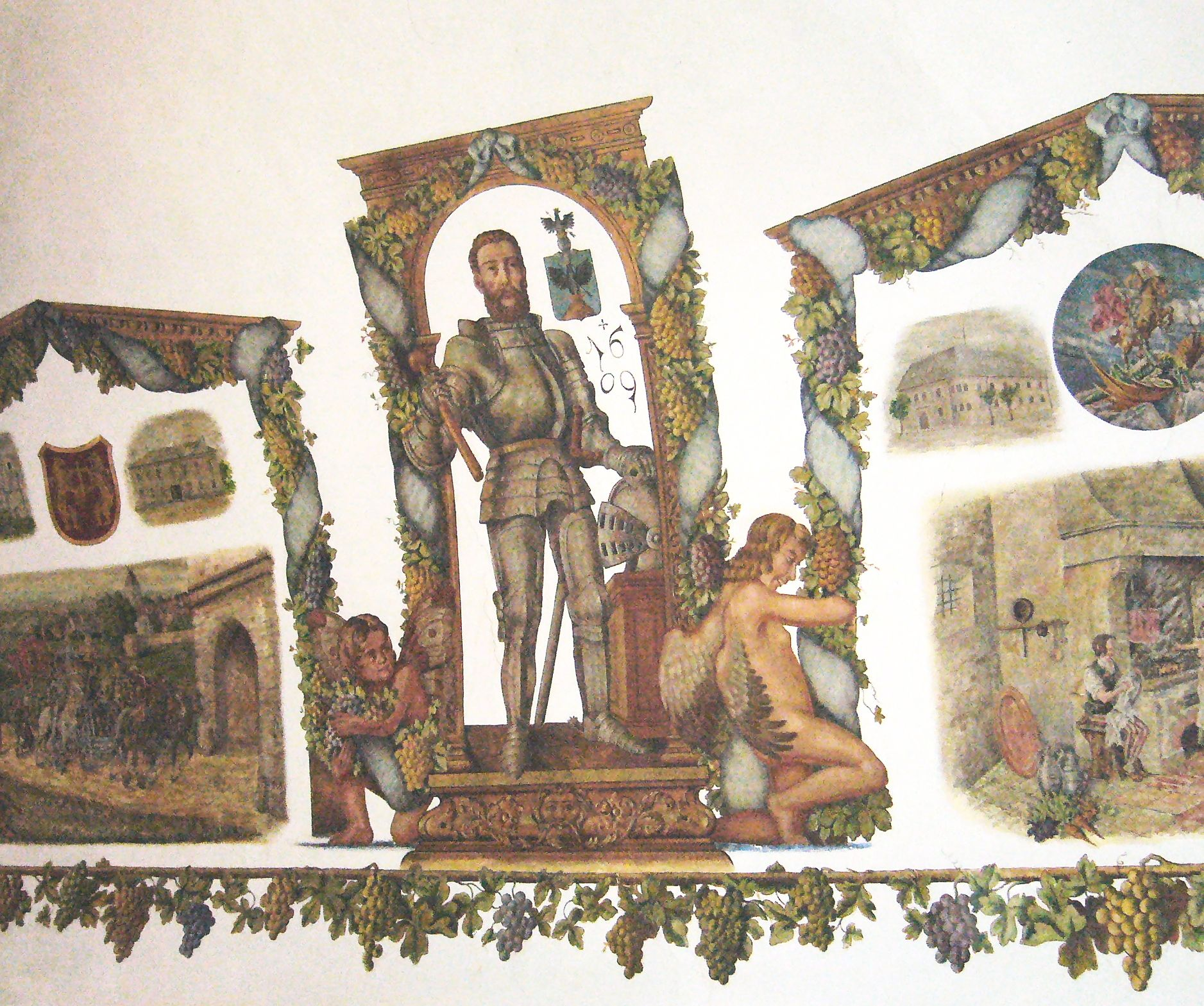
Illésházy István képe a Bazini várkastély dísztermében

1603-ban megvádolták a király ellen lázító írások terjesztésével, és Joó János királyi személynök mindent elkövetett, hogy felségsértés miatt elítéltesse. Az idézés elől Lengyelországba menekült, így javait, a csábrági és vittnyai uradalmakat elkobozták. Az ínséges időkben sokat szenvedett Illésházy kifakadt: "Adta volna az Úristen, hogy ezt az időt nem értem volna meg, és ebből az undok világból régen kimúltam volna! Boldogok azok, akik az Úrban meghaltak, és ezeket nem látták".[forrás?] Később hazatért és csatlakozott a Bocskai-féle felkeléshez, és nagy szerepe volt a bécsi béke (1606) megkötésében is. E béke után korábban elkobzott birtokait visszakapta, majd 1608. november 20-ától haláláig Magyarország első protestáns nádora volt.
Érsekújvárt ő mentette meg a töröktől, és II. Mátyás trónra lépésének ő volt legfőbb elősegítője. Az ellene intézett hamis vád alól tisztázta magát. 1608-ban már jelen volt a koronázási országgyűlésen, mint királyi főudvarnok. Ugyanott nádorrá választották és ugyanakkor Liptó és Trencsén vármegyék örökös főispánjává nevezték ki. A két vármegye örökös főispánsága az Illésházy családnál annak kihalásáig megmaradt.

## Családja

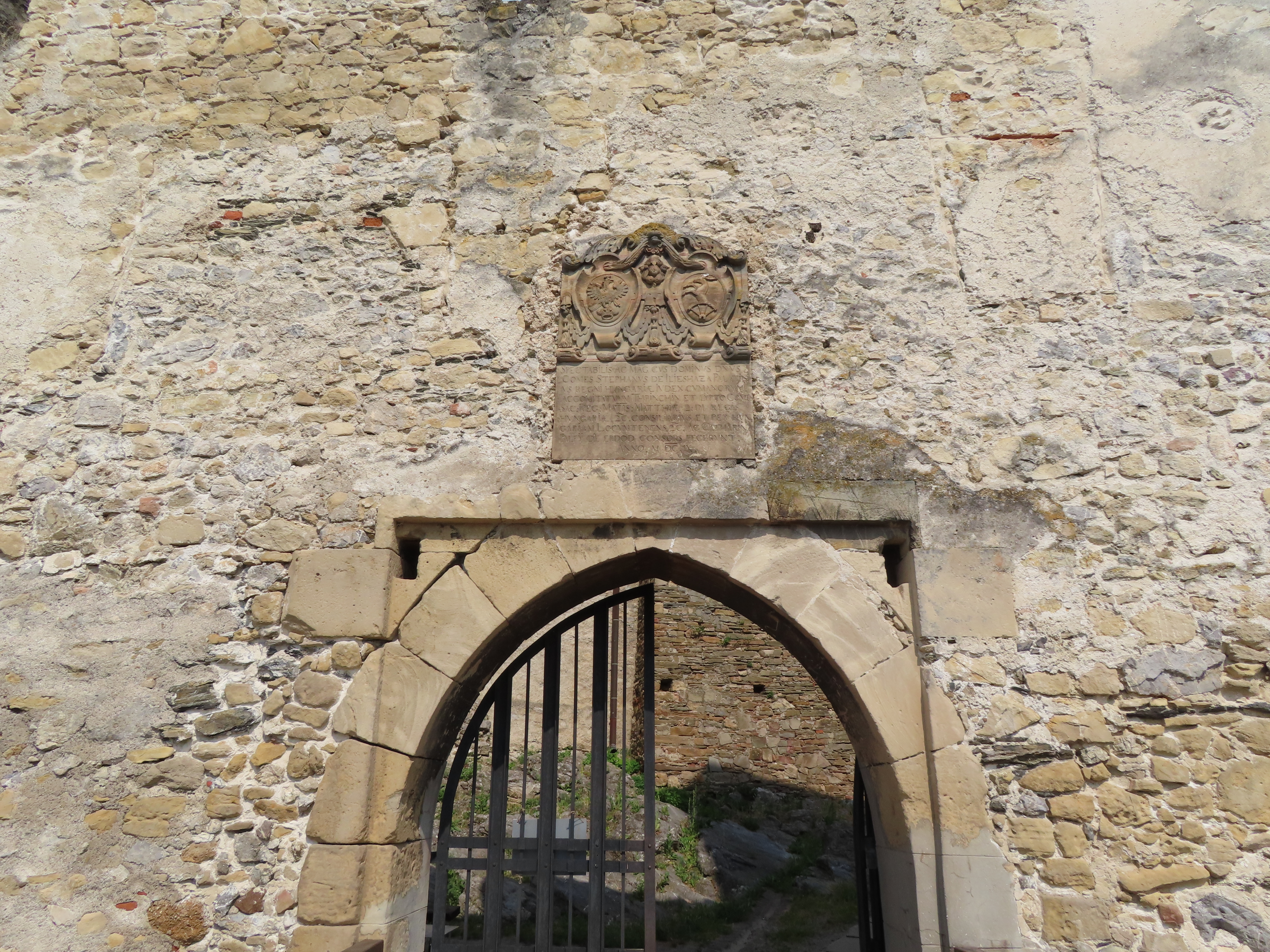
Közös címer a trencséni várban

1582-ben feleségül vette erdődi Pálffy Katalint, de gyermekük valószínűleg nem született, mert Illésházy unokaöccsét, Gáspárt jelölte meg örököséül (másik unokaöccsét, Galántai Esterházy Miklóst, a húga, Zsófia fiát, próbálta visszatéríteni a kálvinista vallásra, de azután nem békült ki vele). István házassága azonban valószínűleg főleg birtokszerzési céllal köttetett.

## Művei, szövegkiadások
Mivel Balassi Bálintnak jóbarátja és szomszédja volt, az irodalom sem volt tőle idegen. Több verset is írt, latinul és magyarul is, melyek közül a leghíresebb a "Forog a szerencse, Mit bízunk őbenne, Semmiben nem állandó, Csak ideig kedvez…" kezdetű Ferendum et sperandum című, amely a bujdosók legkedveltebb vigasztaló énekévé vált. 1592 és 1603 között naplójegyzeteket írt.
- Illésházy István nádor gr. följegyzései 1592–1603 és hidvégi Mikó Ferencz históriája 1594–1613. Biró Sámuel folytatásával; kiad. Kazinczy Gábor; Akadémia, Pest, 1863 (Magyar történelmi emlékek 2. oszt. Írók)
- Pálffy Kata leveleskönyve. Iratok Illésházy István bujdosásának történetéhez, 1602–1606; sajtó alá rend., bev. Ötvös Péter, latin dokumentumok sajtó alá rend. Keveházi Katalin, Varga András, tan. Ötvös Péter, Vadai István; Scriptum, Szeged, 1991 (Adattár XVI-XVIII. századi szellemi mozgalmaink történetéhez)

## Emlékezete
A bazini templomban van eltemetve. A 19. század utolsó évtizedéig ott volt márvány síremléke is.